# Otto Blau
Ernst Otto Friedrich August Blau (Nordhausen, 1828. április 21. – Odessza, 1879. február 26.) német orientalista.

## Élete
Lipcsében és Halléban tanult teológiát és filozófiát. Főleg a török nyelv és nyelvészet terén szerzett magának érdemeket. Mint porosz konzulnak alkalma volt éveken át török nyelvterületeken tartózkodni és nyelvvizsgálódásai eredményét főleg a Zeitschrift der Deutschen Morgenländischen Gesellschaft című folyóiratban adta közre. E folyóirat 1866-iki évfolyamában jelent meg Tutranische Wurzelforschungen című dolgozata, melyet Budenz a Nyelvtudományi Közlöny 6. kötetében beható bírálat alá vett. Legnevezetesebb műve: Bosnisch-türkische Sprachdenkmäler című kötete, melyhez az anyagot boszniai konzulkodása alatt gyűjtötte. Ez az első és egyedüli európai könyv, mely a bosnyák törökséggel foglalkozik. Blau öngyilkossággal vetett véget életének.